# Biblioteca Estatal de Bamberg
A Biblioteca Estatal de Bamberg (em alemão:  Staatsbibliothek Bamberg) è ao mesmo tempo uma biblioteca universal, regional e de investigação científica, especializada em ciências humanas. Hoje è localizada na Nova Residência, no novo palácio do antigo príncipe-bispo. O Estado Livre da Baviera è a entidade responsável pela biblioteca.

## Visão geral
A Biblioteca Estatal de Bamberg põe à dispozição da cidade de Bamberg e da região da Alta Francónia a literatura precisada para fins de pesquisa e para a educação superior, o trabalho profissional e a formação avançada. Os acervos que abrangem hoje mais de 500 000 itens aumentaram ao longo da história e estão continuamente acrescentados e completados com aquisições em todos os ramos gerais e em alguns especiais, como por exemplo a história e a geografia da Alta Francónia, história da arte, manuscritos e livros impressos.
A Biblioteca Estatal trabalha em estreita cooperação com a Biblioteca Universitária de Bamberg em todos os campos de biblioteconomia.
Uma das suas missões regionais è a aquisição de material documental criado por e sobre as pessoas apresentando qualquer relação com a região. Além disso, a Biblioteca Estatal de Bamberg recebe uma cópia de todas as obras publicadas na região. Esses publicações são registadas na bibliografia regional que vai assim se completando continuamente. Também a biblioteca põe o seu arquivo à dispozição de várias instituções da cidade que podem arquivar acqui as suas coleções de livros, como por exemplo a  Associação Histórica de Bamberg (em alemão:  Historischer Verein Bamberg), a Associação das Naturalistas (em alemão:  Naturforschende Gesellschaft Bamberg), a Associação Artística de Bamberg (em alemão:  Kunstverein Bamberg) ou a E.T.A.-Hoffmann-Gesellschaft (uma Associação dedicando-se às obras do escritor, desenhador e compositor E. T. A. Hoffmann).
O grande prestígio internacional da Biblioteca Estatal de Bamberg deve-se em primeiro lugar aos seus acervos importantes de manuscritos. Esta coleção remonta ao imperador Henrique II que fundou o Principado Episcopal de Bamberg no dia primeiro de novembro 1007. Três desses manuscritos foram classificados pela UNESCO como Memória do Mundo:
- o Apocalipse de Bamberg (em alemão:  Bamberger Apokalypse; Msc.Bibl.140),
- o Comentário ao Cântico dos Cânticos, aos Provérbios de Salomão e ao Livro de Daniel (em alemão:  Kommentar zum Hohen Lied, zu den Sprüchen Salomos und zum Buch Daniel; Msc.Bibl.22) e
- a Farmacopeia de Lorsch (em alemão:  Lorscher Arzneibuch; Msc.Med.1).

## Acervo
- 566 000 itens no total
- 80 000 gravuras e fotografias
- 3 600 incunábulos (livros impressos entre 1450 até 1500)
- 6 400 manuscritos no total (1 000 manuscritos medievais)
- 1 650 revistas científicas[1]

## História
A origem da coleção remonta ao imperador Henrique II que fundou o bispado de Bamberg em 1007. Entre as suas doações à Catedral foram muitos manuscritos preciosos que ele ou os seus predecessores tinham colecionado ou encomendado. Por conseguinte outros manuscritos foram trazidos desde vários centros espirituais do mundo ocidental para Bamberg. No período subsequente muitos livros foram escritos e iluminados na cidade, sobretudo no século XII pelos monges beneditinos da Abadia de São Miguel (em alemão:  Kloster Michelsberg).
Bamberg foi o primeiro lugar onde livros impressos em língua alemã foram ilustrados de gravuras em madeira. Mesmo que na biblioteca fiquem só fragmentos do primeiro período da imprensa, a coleção de incunábulos revela bem a vasta gama que tinha a produção de livros no século XV.
Todos os manuscritos e livros que sobraram nos mosteiros da cidade e do bispado até 1802/1803 passaram então para a nova biblioteca de Bamberg (hoje a Biblioteca Estatal de Bamberg) durante a Mediatização Alemã. A essa nova biblioteca também se juntou a biblioteca da antiga Universidade de Bamberg, fundada em 1647 como Colégio dos Jesuítas e que foi dissolvido nesse tempo. Bamberg foi integrado no principado eleitoral da Baviera. Ao longo do século XIX a biblioteca foi enriquecida com doações tais como a coleção de Joseph Heller (1798-1849) que hoje abrange 80 000 gravuras e desenhos. Todo o material em relação com E. T. A. Hoffmann tornou-se numa coleção especial importante, do mesmo que, mais recentemente, os autógrafos dos séculos XVIII e XIX.

## Edifício
Hoje em dia a Biblioteca Estatal de Bamberg fica na ala leste da Nova Residência de Bamberg que foi costruída de 1697 até 1703 por Johann Leonhard Dientzenhofer en nome do príncipe-bispo Lothar Franz von Schönborn. Inicialmente a administração do bispado ficou naquela ala do edifício.
As denominadas Salas Dominicanas (em alemão:  Dominikanerräume) fazem parte das salas de exposições que normalmente não estão abertas ao público. Chamam-se assim por causa das estantes provenientes do mosteiro dominicano de Bamberg e trazidas para a biblioteca durante a Secularização quando o mosteiro foi dissolvido.
O Pavilhão dos Catorze Santos Auxiliares (em alemão:  Vierzehnheiligen-Pavillon) no terceiro andar também faz parte das salas de exposições. Foi anteriormente a biblioteca do príncipe-bispo. Desde 1978 a antiga adega serve de arquivo.
No hall de entrada a biblioteca mostra preciosos vitrais datando dos séculos XVI e XVII. Joseph Heller, historiador de arte e colecionador, deixou-as como herança à biblioteca. Desde o hall de entrada chega-se à sala de leitura. Antigamente servia ao princípe-bispo de sala de audiência e de sala estival. Desde a sala de leitura se tem uma vista bonita sobre o Jardim de Rosas (em alemão:  Rosengarten) que também foi planeado pelo príncipe-bispo Lothar Franz von Schönborn. Pode-se visitar o Abóbada Estrelado (em alemão:  Sternengewölbe) e a antiga sala de jardim, denominada também Sala de Escaiola (em alemão:  Scagliolasaal), durante as exposições que têm lugar várias vezes por ano.